# Sina Schönbrunn
Sina Schönbrunn (* 1976 in Frankfurt (Oder)) ist eine deutsche Politikerin (SPD) und seit 2024 Landtagsabgeordnete in Brandenburg.

## Leben
Nach dem Abitur am Gymnasium Seelower Höhen lernte Schönbrunn den Beruf der Bürokauffrau. Sie war Wahlkreismitarbeiterin der Bundestagsabgeordneten Simona Koß. Sie ist mit einem Bundespolizisten verheiratet und hat eine Tochter. Schönbrunn lebt in Seelow.

## Politik
Schönbrunn trat im Jahr 2024 der SPD als Mitglied bei.
In der Landtagswahl in Brandenburg 2024 kandidierte Schönbrunn im Landtagswahlkreis Märkisch-Oderland IV und zog über die Landesliste in den Landtag.